# Žabljak (ort)
Žabljak är en ort i Bosnien och Hercegovina.   Den ligger i entiteten Federationen Bosnien och Hercegovina, i den sydvästra delen av landet, 110 km väster om huvudstaden Sarajevo. Žabljak ligger 715 meter över havet och antalet invånare är 2 894.
Terrängen runt Žabljak är kuperad österut, men västerut är den platt. Närmaste större samhälle är Livno, 2,1 km norr om Žabljak. 
Trakten runt Žabljak består till största delen av jordbruksmark. Runt Žabljak är det ganska tätbefolkat, med 93 invånare per kvadratkilometer.